# Xoriguer de la Reunió
El xoriguer de la Reunió (Falco duboisi) fou un ocell rapinyaire de la família dels falcònids (Falconidae) endèmic de les zones boscoses de l'illa de la Reunió, a les Mascarenyes. El seu estat de conservació es considera extint.